# Bibrka
Bibrka (en ukrainien : Бібрка) ou Bobrka (en russe : Бобрка ; en polonais : Bóbrka ; en allemand : Prachnik) est une ville de l'oblast de Lviv, en Ukraine. Sa population s'élevait à 3 761 habitants en 2022.

## Géographie
Bibrka est située à 30 km au sud-est de Lviv.

## Histoire
La première mention de Bibrka remonte à 1211. Elle reçut le droit de Magdebourg en 1469. Rattachée à l'empire d'Autriche avec la Galicie, après la Première Partition de la Pologne en 1772, la ville redevint polonaise en 1919. La population culmina dans les premières années du XXe siècle, dépassant les 5 000 habitants, dont près de la moitié de Juifs. Pendant la Seconde Guerre mondiale, 1 000 à 1 500 Juifs de Bibrka furent déportés au camp d'extermination de Bełżec le 12 août 1942. En avril 1943, le ghetto de la ville dans lequel est prisonnier le reste de la communauté juive locale est liquidé. Ainsi, 1 000 Juifs sont assassinés par un Einsatzgruppen sur un site du village voisin de Volove.

## Population
Recensements (*) ou estimations de la population :
| 1859  | 1880  | 1900  | 1910  | 1921* |
| ----- | ----- | ----- | ----- | ----- |
| 2 817 | 4 348 | 5 315 | 5 628 | 4 391 |

| 1959* | 1970* | 1979* | 1989* | 2001* |
| ----- | ----- | ----- | ----- | ----- |
| 3 086 | 3 263 | 3 568 | 4 208 | 3 949 |

| 2009  | 2010  | 2011  | 2012  | 2013  |
| ----- | ----- | ----- | ----- | ----- |
| 3 733 | 3 749 | 3 781 | 3 806 | 3 829 |